# Loimaa
Loimaa (en suec Loimaa) és un municipi de Finlàndia, situat a la província de Finlàndia Occidental i a la regió de Finlàndia Pròpia. El 2005 va incorporar els antics municipis d'Alastaro i de Mellilä.